# 357 Ninina
A 357 Ninina (ideiglenes jelöléssel 1893 J) a Naprendszer kisbolygóövében található aszteroida. Auguste Charlois fedezte fel 1893. február 11-én.